# سید سلمان ذاکر
سید سلمان ذاکر (زادهٔ ۱۳۴۵ در ارومیه) منتخب حوزهٔ انتخابیهٔ ارومیه در دوره دوازدهم و همچنین نماینده دوره‌های پیشین یازدهم و دورهٔ هشتم مجلس شورای اسلامی می‌باشد.
سید سلمان ذاکر در انتخابات اسفند ۱۳۹۸ با کسب ۱۳۸ هزار رای به عنوان منتخب اول ارومیه برای دومین بار به مجلس راه یافت. ایشان در دوره‌ای ای نیز بازرس ویژه قوه قضاییه بودند. و پیشتر نیز دادیار ناظر زندان مرکزی ارومیه بوده است.

## حمایت از حجاب اجباری
سید سلمان ذاکر از موافقان قانون عفاف و حجاب است و در جریان نشست علنی روز سه‌شنبه ۱۴ اسفند ۱۴۰۳ مجلس شورای اسلامی، یکی از ۲۰۹ نماینده‌ای بود که نامۀ درخواست نمایندگان از رئیس‌مجلس برای ابلاغ قانون حجاب را امضا کرد.